# Jean Fischer
Jean-Baptiste Fischer (Brunstatt, 17 marzo 1867 – Cachan, 15 marzo 1935) è stato un ciclista su strada francese.
Professionista dal 1899 al 1905, vinse una edizione della Parigi-Tours.

## Palmarès
- 1901 (Individuale, una vittoria)

Parigi-Tours

## Piazzamenti

### Grandi giri
- Tour de France

1903: 5º
1905: ritirato

### Classiche
- Parigi-Roubaix

1899: 10º
1901: 7º
1902: 6º
1903: 6º